# Chrysops atlanticus
Chrysops atlanticus är en tvåvingeart som beskrevs av Pechuman 1949. Chrysops atlanticus ingår i släktet Chrysops och familjen bromsar. Inga underarter finns listade i Catalogue of Life.